# Agrostophyllum simile
Agrostophyllum simile är en orkidéart som beskrevs av Rudolf Schlechter. Agrostophyllum simile ingår i släktet Agrostophyllum och familjen orkidéer.
Artens utbredningsområde är Sulawesi. Inga underarter finns listade i Catalogue of Life.